# Lotus Organizer
Lotus Organizer fu un programma gestito e acquisito da IBM, precedentemente di proprietà dalla Lotus Software Corporation, è stato inizialmente sviluppato fino alla versione 3.0 da una piccola società di software britannica, di nome Threadz. In un primo tempo fu venduto come programma a sé stante, poi vi è stato il periodo dell'unione all'interno del pacchetto Lotus Smartsuite fino al 1998 e dal 1999 in versione standalone a partire dalla versione 6.0.

## Storia
Lotus Organizer venne pubblicato nel 1991 e sostituisce Lotus Agenda, Con Lotus Organizer si possono pianificare gli eventi attraverso una visualizzazione a schermo con una struttura a scheda e pagine.
La struttura così evidenziata è suddivisa in calendario, contatti, attività, chiamate, note, informazioni web e varie.
Questo programma pare volersi sostituire alle varie agende e calendari cartacei.
La versione 5.04 è inclusa nella suite IBM Lotus SmartSuite, anch'essa è stata aggiornata con la "patch #1" del 2006 che consente di far andare avanti il calendario oltre il 2006
L'ultima versione standalone è la 6.1 del 2003, aggiornata nel 2006 con la "patch #1" che tra le altre cose corrette, consente di far andare avanti il calendario oltre il 2006
Dal 2014, per decisione di IBM, il programma non riceve più alcun aggiornamento e nessuna assistenza.

## Sistemi operativi supportati
- Windows 2000
- Windows 3.x
- Windows 95/98/98SE/me
- Windows NT 4.0 (si consiglia sp6a e ultimo rollup per far girare la versione 6.1)
- Windows XP (versioni 5.04/6.0/6.1 ufficialmente supportate)

## Estensioni
- .org
- .or2
- .or3
- .or4
- .or5
- .or6 versioni 6.0 e 6.1 (è possibile convertire da un versione di database precedente cliccando file apri, selezionare il database e cliccando converti)